# El Cabril
El Cabril ist ein Atommüll-Endlager für schwach- und mittelradioaktive Abfälle in Spanien.  Es befindet sich in der Nähe von Córdoba im Norden Andalusiens.
Das Endlager wurde 1991 in Betrieb genommen. Es wurde nach dem Muster des französischen Centre de l’Aube errichtet, jedoch sind in El Cabril die Abfälle rückholbar. Insgesamt können rund 36.000 m³ konditionierter radioaktiver Abfälle eingelagert werden. Dies dürfte etwa bis zum Jahr 2020 ausreichen. Ausbaupläne gibt es daher zurzeit noch nicht.
Ein wesentlicher Unterschied zur französischen Anlage besteht in der Rückholbarkeit der Abfälle. Dementsprechend unterscheidet sich auch die Einlagerungstechnik: In El Cabril werden jeweils 18 Fässer in spezielle Betoncontainer platziert, die später bei Bedarf wieder ausgelagert werden können. Jeweils 320 Container werden in einer Betonkammer, von denen es insgesamt 28 gibt, gestapelt. Außerdem befindet sich am Standort ein Gebäude zur Konditionierung der Abfälle aus der Isotopenanwendung in Medizin, Industrie und Forschung.
Wie in Frankreich soll das Endlager nach der Schließung 300 Jahre überwacht und dann zur uneingeschränkten Nutzung freigegeben werden.
| Standort  | Lage       | Abfallart                              | Fassungsvermögen | Status     | Inbetriebnahme |
| --------- | ---------- | -------------------------------------- | ---------------- | ---------- | -------------- |
| El Cabril | Andalusien | Schwach- und mittelradioaktive Abfälle | 36.000 m³        | In Betrieb | 1991           |